# پیتای رخ‌سیاه
پیتای رخ‌سیاه (نام علمی: Pitta anerythra)، گونه‌ای پرنده از تیره پیتا است. این پرنده در بوکالند در پاپوآ گینه نو و جزایر سلیمان یافت می‌شود. زیستگاه طبیعی آن جنگل‌های کم ارتفاع و نیمه مرطوب گرمسیری است. این پرنده به خاطر تخریب زیستگاه در معرض خطر است.